# 第13回サンフランシスコ映画批評家協会賞
第13回サンフランシスコ映画批評家協会賞は2014年の映画を対象としており、2014年12月13日にノミネーションが発表され、受賞者は翌14日に発表された。

## 受賞・ノミネート一覧

### 作品賞
- 『6才のボクが、大人になるまで。』
  - 『セッション』
  - 『バードマン あるいは（無知がもたらす予期せぬ奇跡）』
  - 『イミテーション・ゲーム/エニグマと天才数学者の秘密』
  - 『アンダー・ザ・スキン 種の捕食』

### 監督賞
- リチャード・リンクレイター - 『6才のボクが、大人になるまで。』
  - マイク・リー - 『ターナー、光に愛を求めて』
  - ウェス・アンダーソン - 『グランド・ブダペスト・ホテル』
  - ジョナサン・グレイザー - 『アンダー・ザ・スキン 種の捕食』
  - アレハンドロ・ゴンサレス・イニャリトゥ - 『バードマン あるいは（無知がもたらす予期せぬ奇跡）』

### 主演男優賞
- マイケル・キートン - 『バードマン あるいは（無知がもたらす予期せぬ奇跡）』
  - ジェイク・ジレンホール - 『ナイトクローラー』
  - ベネディクト・カンバーバッチ - 『イミテーション・ゲーム/エニグマと天才数学者の秘密』
  - エディ・レッドメイン - 『博士と彼女のセオリー』
  - ティモシー・スポール - 『ターナー、光に愛を求めて』

### 主演女優賞
- ジュリアン・ムーア - 『アリスのままで』
  - スカーレット・ヨハンソン - 『アンダー・ザ・スキン 種の捕食』
  - リース・ウィザースプーン - 『わたしに会うまでの1600キロ』
  - エッシー・デイヴィス - 『ババドック 暗闇の魔物』
  - マリオン・コティヤール - 『サンドラの週末』

### 助演男優賞
- エドワード・ノートン - 『バードマン あるいは（無知がもたらす予期せぬ奇跡）』
  - イーサン・ホーク - 『6才のボクが、大人になるまで。』
  - ジーン・ジョーンズ - 『サクラメント 死の楽園』
  - J・K・シモンズ - 『セッション』
  - マーク・ラファロ - 『フォックスキャッチャー』

### 助演女優賞
- パトリシア・アークエット - 『6才のボクが、大人になるまで。』
  - ジェシカ・チャステイン - 『アメリカン・ドリーマー 理想の代償』
  - アガタ・クレシャ - 『イーダ』
  - エマ・ストーン - 『バードマン あるいは（無知がもたらす予期せぬ奇跡）』
  - ティルダ・スウィントン - 『スノーピアサー』

### 脚本賞
- アレハンドロ・ゴンサレス・イニャリトゥ、アーマンド・ボー、アレクサンダー・ディネラリス・Jr、ニコラス・ジャコボーン - 『バードマン あるいは（無知がもたらす予期せぬ奇跡）』
  - ウェス・アンダーソン - 『グランド・ブダペスト・ホテル』
  - デミアン・チャゼル - 『'セッション』
  - マイク・リー - 『ターナー、光に愛を求めて』
  - リチャード・リンクレイター - 『6才のボクが、大人になるまで。』
  - J・C・チャンダー - 『アメリカン・ドリーマー 理想の代償』

### 脚色賞
- ポール・トーマス・アンダーソン - 『インヒアレント・ヴァイス』
  - グラハム・ムーア - 『イミテーション・ゲーム/エニグマと天才数学者の秘密』
  - ポン・ジュノ、ケリー・マスターソン - 『スノーピアサー』
  - ギリアン・フリン - 『ゴーン・ガール』
  - ニック・ホーンビィ - 『わたしに会うまでの1600キロ』

### 撮影賞
- ウカシュ・ジャル、リシャルト・レンチェフスキ - 『イーダ』
  - エマニュエル・ルベツキ - 『バードマン あるいは（無知がもたらす予期せぬ奇跡）』
  - ロバート・D・イェーマン - 『グランド・ブダペスト・ホテル』
  - ディック・ポープ - 『ターナー、光に愛を求めて』
  - ダニエル・ランディン - 『アンダー・ザ・スキン 種の捕食』

### 編集賞
- 『6才のボクが、大人になるまで。』
  - 『セッション』
  - 『インヒアレント・ヴァイス』
  - 『バードマン あるいは（無知がもたらす予期せぬ奇跡）』
  - 『アンダー・ザ・スキン 種の捕食』

### 美術賞
- 『グランド・ブダペスト・ホテル』
  - 『バードマン あるいは（無知がもたらす予期せぬ奇跡）』
  - 『インヒアレント・ヴァイス』
  - 『ターナー、光に愛を求めて』
  - 『スノーピアサー』

### アニメ映画賞
- 『LEGO ムービー』
  - 『ベイマックス』
  - 『ボックストロール』
  - 『かぐや姫の物語』
  - 『ヒックとドラゴン2』

### 特別賞
- 『ザ・ワン・アイ・ラブ』
  - 『Listen Up Philip』
  - 『The Galapagos Affair: Satan Came to Eden』
  - 『ブルー・リベンジ』
  - 『ザ・ヴァンパイア 残酷な牙を持つ少女』

### 外国語映画賞
- 『イーダ』 ポーランド
  - 『ザ・ヴァンパイア 〜残酷な牙を持つ少女〜』 アメリカ合衆国
  - 『人生スイッチ』 アルゼンチン
  - 『フレンチアルプスで起きたこと』 スウェーデン
  - 『サンドラの週末』 ベルギー

### ドキュメンタリー映画賞
- 『シチズンフォー スノーデンの暴露』
  - 『Life Itself』
  - 『ヴィヴィアン・マイヤーを探して』
  - 『ホドロフスキーのDUNE』
  - 『The Overnighters』

### マーロン・リッグス賞
- ジョエル・シェパード